# Nikorima Te Miha
Nikorima Te Miha (ur. 1 stycznia 1980 na Wyspach Cooka) – piłkarz z Wysp Cooka grający na pozycji napastnika w tamtejszym Puaikura Rarotonga.
W Puaikura Rarotonga Te Miha gra od 1998 roku. Z tym klubem jak na razie nic nie osiągnął.
W reprezentacji Wysp Cooka Te Miha zadebiutował w 1998 roku. Pierwszego gola strzelił w 2001 roku. W reprezentacji Wysp Cooka strzelił 1 bramkę w 11 meczach. Jest głównym napastnikiem w reprezentacji Wysp Cooka.